# Stora Lerträsket
Stora Lerträsket är en sjö i Bodens kommun i Norrbotten och ingår i Luleälvens huvudavrinningsområde. Sjön har en area på 0,071 kvadratkilometer och ligger 181 meter över havet. Stora Lerträsket ligger i Rappomyran Natura 2000-område.

## Delavrinningsområde
Stora Lerträsket ingår i det delavrinningsområde (736875-173301) som SMHI kallar för Utloppet av Stora Lerträsket. Medelhöjden är 188 meter över havet och ytan är 1,05 kvadratkilometer. Det finns inga avrinningsområden uppströms utan avrinningsområdet är högsta punkten. Vattendraget som avvattnar avrinningsområdet har biflödesordning 3, vilket innebär att vattnet flödar genom totalt 3 vattendrag innan det når havet efter 127 kilometer. Avrinningsområdet består mestadels av skog (19 procent) och sankmarker (71 procent). Avrinningsområdet har 0,07 kvadratkilometer vattenytor vilket ger det en sjöprocent på 6,8 procent.